# Adventstid
Adventstid, också känd som Adventstid kom till mitt ensamma hus, är en svenskspråkig adventssång från 1972. Carl Bertil Agnestig har skrivit såväl melodi som text. Sången sjungs ofta i svenska förskolor och skolor vid advent.

## Publikation
- Julens önskesångbok, 1997, under rubriken "Advent".
- Barnens svenska sångbok, 1999, under rubriken "Året runt".
- Hela familjens psalmbok 2013 som nummer 68 under rubriken "Hela året runt".[2]

## Inspelningar
En tidig inspelning gjordes av Kattarp-Välinge barnkör, och gavs ut på skiva 1977.